# 400 mètres haies féminin aux Jeux olympiques d'été de 2012
Navigation
Pékin 2008 Rio 2016
L'épreuve du 400 mètres haies féminin aux Jeux olympiques de 2012 a lieu le 5 pour les séries, le 6 août pour les demi-finales et 8 août pour la finale dans le Stade olympique de Londres.
Les limites de qualification étaient de 55 s 50 pour la limite A et de 56 s 65 pour la limite B.

## Records
Avant cette compétition, les records dans cette discipline étaient les suivants :
| Record du monde  | 52 s 34 | Yuliya Pechonkina | Russie   | 8 août 2003  | Toula |
| Record olympique | 52 s 64 | Melaine Walker    | Jamaïque | 20 août 2008 | Pékin |

## Médaillées
| Or             | Argent         | Bronze          |
| Lashinda Demus | Zuzana Hejnová | Kaliese Spencer |

## Résultats
La Russe Natalya Antyukh, initialement vainqueur de l'épreuve, est déchue de sa médaille d'or pour dopage en 2022 par l'Unité d'intégrité de l'athlétisme (UIA). Le titre revient donc à l'Américaine Lashinda Demus, la médaille d'argent à la Tchèque Zuzana Hejnova et la médaille de bronze à la Jamaïcaine Kaliese Spencer.

### Finale (8 août)
| Rang               | Couloir | Athlète              | Nationalité        | Temps   | Notes |
| ------------------ | ------- | -------------------- | ------------------ | ------- | ----- |
| DQ                 | 5       | Natalya Antyukh      | Russie             | 52 s 70 | PB    |
| Médaille d'or      | 7       | Lashinda Demus       | États-Unis         | 52 s 77 | SB    |
| Médaille d'argent  | 4       | Zuzana Hejnová       | République tchèque | 53 s 38 | SB    |
| Médaille de bronze | 9       | Kaliese Spencer      | Jamaïque           | 53 s 66 | SB    |
| 4                  | 8       | Georganne Moline     | États-Unis         | 53 s 92 | PB    |
| 5                  | 2       | T'erea Brown         | États-Unis         | 55 s 07 |       |
| 6                  | 3       | Denisa Rosolová      | République tchèque | 55 s 27 |       |
| 7                  | 6       | Muizat Ajoke Odumosu | Nigeria            | 55 s 31 |       |

### Demi-finales (6 août)

#### Demi-finale 1
| Rang | Athlète          | Pays               | Temps   | Notes |
| ---- | ---------------- | ------------------ | ------- | ----- |
| DQ   | Natalya Antyukh  | Russie             | 53 s 33 | SB    |
| 1    | Zuzana Hejnová   | République tchèque | 53 s 62 | Q, SB |
| 2    | T'erea Brown     | États-Unis         | 54 s 21 | q, PB |
| 3    | Élodie Ouédraogo | Belgique           | 55 s 20 | PB    |
| 4    | Nickiesha Wilson | Jamaïque           | 55 s 77 |       |
| 5    | Hayat Lambarki   | Maroc              | 56 s 18 |       |
| 6    | Vera Barbosa     | Portugal           | 56 s 27 |       |
| 7    | Lauren Boden     | Australie          | 56 s 66 |       |

#### Demi-finale 2
| Rang | Athlète              | Pays            | Temps   | Notes |
| ---- | -------------------- | --------------- | ------- | ----- |
| 1    | Lashinda Demus       | États-Unis      | 54 s 08 | Q     |
| 2    | Kaliese Spencer      | Jamaïque        | 54 s 20 | Q     |
| 3    | Perri Shakes-Drayton | Grande-Bretagne | 55 s 19 |       |
| 4    | Hanna Yaroshchuk     | Ukraine         | 55 s 51 |       |
| 5    | Irina Davydova       | Russie          | 55 s 86 |       |
| 6    | Sara Petersen        | Danemark        | 56 s 21 |       |
| 7    | Anna Jesień          | Pologne         | 56 s 28 |       |
| 8    | Sarah Wells          | Canada          | 56 s 71 |       |

#### Demi-finale 3
| Rang | Athlète              | Pays               | Temps   | Notes |
| ---- | -------------------- | ------------------ | ------- | ----- |
| 1    | Muizat Ajoke Odumosu | Nigeria            | 54 s 40 | Q, NR |
| 2    | Georganne Moline     | États-Unis         | 54 s 74 | Q     |
| 3    | Denisa Rosolova      | République tchèque | 54 s 87 | q     |
| 4    | Hanna Titimets       | Ukraine            | 55 s 10 |       |
| 5    | Elena Churakova      | Russie             | 55 s 70 |       |
| 6    | Melaine Walker       | Jamaïque           | 55 s 74 |       |
| 7    | Eilidh Child         | Grande-Bretagne    | 56 s 03 |       |
| 8    | Satomi Kubokura      | Japon              | 56 s 25 |       |

### Séries (5 août)

#### Série 1
| Rang | Athlète               | Pays               | Temps         | Notes |
| ---- | --------------------- | ------------------ | ------------- | ----- |
| 1    | Zuzana Hejnová        | République tchèque | 53 s 96       | Q, SB |
| 2    | T'erea Brown          | États-Unis         | 54 s 72       | Q, PB |
| 3    | Eilidh Child          | Grande-Bretagne    | 56 s 14       | Q     |
| 4    | Sarah Wells           | Canada             | 56 s 47       | Q     |
| 5    | Eglė Staišiūnaitė     | Lituanie           | 57 s 79       |       |
| 6    | Tatyana Azarova       | Kazakhstan         | 58 s 53       |       |
| 7    | Maureen Jelagat Maiyo | Kenya              | 1 min 02 s 16 |       |
| –    | Vania Stambolova      | Bulgarie           | DNF           |       |

#### Série 2
| Rang | Athlète               | Pays        | Temps         | Notes |
| ---- | --------------------- | ----------- | ------------- | ----- |
| DQ   | Natalya Antyukh       | Russie      | 53 s 90       |       |
| 1    | Kaliese Spencer       | Jamaïque    | 54 s 02       | Q     |
| 2    | Muizat Ajoke Odumosu  | Nigeria     | 54 s 93       | Q     |
| 3    | Anna Jesień           | Pologne     | 55 s 44       | Q, SB |
| 4    | Lauren Boden          | Australie   | 56 s 27       | q     |
| 5    | Raasin McIntosh       | Liberia     | 57 s 39       |       |
| 6    | Natalya Asanova       | Ouzbékistan | 58 s 05       |       |
| 7    | Noraseela Mohd Khalid | Malaisie    | 1 min 00 s 16 |       |
| –    | Ghfran Almouhamad     | Syrie       | DSQ           |       |

#### Série 3
| Rang | Athlète           | Pays               | Temps   | Notes |
| ---- | ----------------- | ------------------ | ------- | ----- |
| 1    | Lashinda Demus    | États-Unis         | 54 s 60 | Q     |
| 2    | Hanna Titimets    | Ukraine            | 55 s 08 | Q     |
| 3    | Vera Barbosa      | Portugal           | 55 s 22 | Q, NR |
| 4    | Elena Churakova   | Russie             | 55 s 26 | Q     |
| 5    | Denisa Rosolová   | République tchèque | 55 s 42 | q     |
| 6    | Sara Petersen     | Danemark           | 56 s 01 | q     |
| 7    | Lucy Jaramillo    | Équateur           | 57 s 74 |       |
| 8    | Princesa Oliveros | Colombie           | 58 s 95 |       |

#### Série 4
| Rang | Athlète          | Pays              | Temps   | Notes |
| ---- | ---------------- | ----------------- | ------- | ----- |
| 1    | Georganne Moline | États-Unis        | 54 s 31 | Q, PB |
| 2    | Nickiesha Wilson | Jamaïque          | 55 s 53 | Q     |
| 3    | Irina Davydova   | Russie            | 55 s 55 | Q     |
| 4    | Élodie Ouédraogo | Belgique          | 55 s 89 | Q     |
| 5    | Angela Moroșanu  | Roumanie          | 56 s 64 |       |
| 6    | Sharolyn Scott   | Costa Rica        | 57 s 03 |       |
| 7    | Janeil Bellille  | Trinité-et-Tobago | 57 s 27 |       |
| 8    | Nikolina Horvat  | Croatie           | 58 s 49 |       |
| –    | Nagihan Karadere | Turquie           | DSQ     |       |

#### Série 5
| Rang | Athlète                  | Pays            | Temps   | Notes |
| ---- | ------------------------ | --------------- | ------- | ----- |
| 1    | Perri Shakes-Drayton     | Grande-Bretagne | 54 s 62 | Q     |
| 2    | Melaine Walker           | Jamaïque        | 54 s 78 | Q     |
| 3    | Hanna Yaroshchuk         | Ukraine         | 54 s 81 | Q     |
| 4    | Hayat Lambarki           | Maroc           | 55 s 58 | Q     |
| 5    | Satomi Kubokura          | Japon           | 55 s 85 | q, SB |
| 6    | Xiaoxiao Huang           | Chine           | 56 s 29 |       |
| 7    | Déborah Rodríguez        | Uruguay         | 57 s 04 | NR    |
| 8    | Jailma de Lima           | Brésil          | 57 s 05 |       |
| 9    | Christine Sonali Merrill | Sri Lanka       | 57 s 15 | SB    |

## Légende
Records et Performances
- AR : Record continental (area record)
- CR : Record des championnats (championship record)
- MR : Record du meeting (meet record)
- NR : Record national (national record)
- OR : Record olympique (olympic record)
- PR : Record paralympique (paralympic record)
- PB : Record personnel (personal best)
- SB : Meilleure performance personnelle de la saison (season's best)
- WL : Meilleure performance mondiale de l'année (world leader)
- WJR : Record du monde junior (world junior record)
- WR : Record du monde (world record)

Circonstances et Conditions
- DNF : N'a pas terminé (did not finish)
- DNS : N'a pas pris le départ (did not start)
- DQ : Disqualification (disqualification)
- NM : Aucun essai valable enregistré (No Mark)
- Q : Qualifié « directement » au prochain tour (ou à la prochaine compétition), lors d'une compétition majeure, grâce au classement ou à la réalisation des minima (automatic qualifier)
- q : Qualifié au prochain tour (ou à la prochaine compétition), lors d'une compétition majeure, grâce au repêchage ou à la réalisation de l'une des meilleures performances parmi celles des « non qualifiés directement » (grâce au meilleur temps ou à la meilleure distance par exemple) (secondary qualifier)